# Phthonoloba auratisquama
Phthonoloba auratisquama är en fjärilsart som beskrevs av W. Warren 1897. Phthonoloba auratisquama ingår i släktet Phthonoloba och familjen mätare. Inga underarter finns listade i Catalogue of Life.